# Rumonge (provincie)
Rumonge is met iets meer dan 1.000 km² een van de kleinste van de achttien provincies van Burundi. Bij de census van 2008 telden de gemeenten van de provincie 352.026 inwoners. De hoofdstad van de provincie heet eveneens Rumonge en ligt aan de oevers van het Tanganyikameer.
Rumonge is de jongste van de achttien provincies en werd op 26 maart 2015 gevormd met twee gemeenten of communes uit Bujumbura Rural en drie gemeenten - waaronder de hoofdplaats Rumonge - uit Bururi.

## Grenzen
De provincie Rumonge ligt in het (zuid)westen aan de oever van het Tanganyikameer. Aan de overzijde ligt de provincie Zuid-Kivu van de Democratische Republiek Congo. Verder heeft Rumonge grenzen met drie andere provincies:
- Bujumbura Rural in het noorden,
- Bururi in het oosten,
- Makamba in het zuiden.

## Communes
De provincie bestaat uit vijf gemeenten:
- Bugarama
- Burambi
- Buyengero

- Muhuta
- Rumonge

Bubanza · Bujumbura Mairie · Bujumbura Rural · Bururi · Cankuzo · Cibitoke · Gitega · Karuzi · Kayanza · Kirundo · Makamba · Muramvya · Muyinga · Mwaro · Ngozi · Rumonge · Rutana · Ruyigi